# Rivière Ovide
Rivière Ovide är ett vattendrag i Kanada.   Det ligger i provinsen Québec, i den östra delen av landet, 400 km nordost om huvudstaden Ottawa.
I omgivningarna runt Rivière Ovide växer i huvudsak blandskog. Runt Rivière Ovide är det glesbefolkat, med 17 invånare per kvadratkilometer.